# Ezra
Ezra (hebr. pomoć), je ime hebrejskog svećenika iz 5. stoljeća prije Krista koji je po Bibliji doveo skupinu oko 5000 Judejaca iz babilonskog sužanjstva natrag u Jeruzalem za kraljevanja perzijskog kralja Artakserksa I.
Ezra je napisao Knjigu o Ezri, dio Staroga zavjeta, u kojoj je opisao povratak prve i druge skupine povratnika u Jeruzalem, gradnju i obnovu Hrama te stanje naroda. U knjizi su i dokumenti perzijskih kraljeva na aramejskom jeziku. On se osobito priklonio proučavanju Jahvina Zakona, Božje riječi, te ga nastojao ponovno približiti narodu.